# Oranjestad
Oranjestad (bogstaveligt: "Oraniens By") er hovedstad og største by i Aruba. Oranjestad ligger på den sydlige kyst nær den vestlige ende af ølandet. På det lokale sprog, Papiamento , er Oranjestad ofte omtalt som "Playa". I 2015 var befolkningstallet i byen på ca. 35.000.

## Historie
Byen blev bygget omkring Fort Zoutman, kort efter fortet stod færdigt i 1796. I starten havde byen ikke noget officielt navn, men var kun var kendt som byen på Hestebugten (Paardenbaai på hollandsk), et sted hvorfra indfødte heste blev opdrættet og eksporteret til nabolandet Curaçao. Byen har lige siden været øens hovedstad.
Byen er opkaldt efter kong Vilhelm 1. af Nederlandene. Navnet blev tildelt byen i 1820'erne, da interessen for Aruba voksede på grund af opdagelsen af (alluviale) guldårer.
Air Aruba havde engang hovedkvarter i Oranjestad. Air Aruba suspenderede sin virksomhed den 23. oktober 2000.
Tiara Air har haft hovedkontor i Oranjestad siden 2006, undtagen mellem 2014 og 2016, da virksomheden suspenderede tjenester på grund af den venezuelanske flyselskabskrise.

## Geografi
Små dele af byen er dannet af en række menneskeskabte udvidelser af land ud i havet. Det nuværende renæssancemarked (tidligere Seaport Marketplace) samt den tilstødende Dronning Wilhelmina Park ligger inden for denne landvinding.

### Klima
Oranjestad har et varmt halvtørret klima. Temperaturerne er høje året rundt, luften er fugtig med lav temperaturvariation også året rundt, mens nedbør er meget lav på grund af at regionen ligger i en zone med divergens mellem sydøstlige vindstrømme mod syd og den nordamerikanske monsun videre mod nord. Undtagelsen fra denne tørhed forekommer i løbet af den korte regntid fra oktober til december, når den sydlige tilbagetrækning af den intertropiske konvergenszone skaber hyppigere fugtige, nordlige vinde.

## Kultur
Der er en del nederlandsk kolonial arkitektur i byen. På grund af øget offentlig interesse for at opretholde øens kulturarv er en række gamle bygninger og huse i bymidten omdannet til farverigt restaurerede landemærker, såsom det kalkfarvede civile register på Wilhelminastraat.

## Økonomi

### Turisme
Flere moderne rekreationsmuligheder er opstået, herunder udendørs indkøbscenter på Royal Plaza, og et par spredte bygninger langs Main Street og på Main Square.
Fort Zoutman er en af byens attraktioner. Andre attraktioner inkluderer den skattefrie havn.
Der er omkring otte museer på øen.

## Infrastruktur
Oranjestad serveres af Queen Beatrix International Airport, 2,5 km fra byens centrum. Dens centrum serveres af en sporvognslinje indviet i december 2012.